# Відовдан
Відовдан, або Видів день (серб. Видовдан) — сербське національне та релігійне свято; за григоріанським календарем відзначається 28 червня, за юліанським — 15 червня. Сербська церква визначає Відовдан як день, присвячений пам'яті князя Лазаря та сербських воїнів-мучеників, що загинули під час битви на Косовому полі з османськими військами 15 червня 1389 (за юліанським календарем). Є важливою складовою сербської національної ідентичності.

## Історія
Відовдан (День Святого Віта) відзначається 28 червня і вважається священним святом для сербів, оскільки з цією датою пов'язано кілька важливих подій.
Цей день став високо шануватися сербами після XIV століття, коли у 1389 році в День святого Віта відбулася битва на Косово. Християнська коаліція на чолі з сербським князем Лазарем билася з османською армією на косовському полі. Хоча сама битва була безрезультатною, а султан Мурад і князь Лазар загинули, вона призвела до османського завоювання сербських князівств. Після Великого переселення сербів у 1690 році Відовдан став днем вшанування тих, хто брав участь у битві і поліг "за віру і батьківщину". Свято було інституціоналізоване церквою в 1849 році, а політично і публічно вперше відзначалося в 1851 році як уособлення боротьби за свободу Сербії від османського поневолення.

## Культ святого Віта
«Відовдан» перекладається з сербської як «день святого Віта». Культ святого Віта розповсюджений у народному календарі південних слов'ян. У болгар та сербів прослідковується культ язичницьких божеств. Його вважають одним із чотирьох святих, що викликають літній град. За повір'ями, після Видова дня сонце повертає до зими. За народною етимологією, ім'я Віта в обрядових практиках пов'язане з його функцією лікування очей.

## Святкування
Відовдан присвячений сербському князю Лазарю, який правив Сербським царством після смерті короля Стефана Душана.
Після смерті короля Стефана Уроша V патріарх Єфрем коронував князя Лазаря. Король Лазар відправив делегацію з монахом Ісаєю в Константинополь з метою досягнення зняття анафеми з сербського народу. 28 червня 1389 після битви на Косовому полі та смерті султана Мурада I турецька армія почала відступати. Король Лазар потрапив у турецьку засідку, після чого був убитий. Мощі короля Лазара зберігаються в монастирі Раваниця, що біля міста Чупрія.
Відовдан є днем жалоби, тому в цей день не прийнято грати, співати та веселитися. У церквах проводять панахиду за загиблими у військових конфліктах. Також проводяться поминальні заходи на території меморіального комплексу Газиместан. У Сербії Відовдан є державним святом.
У канун Відовдана серби розводять священний вогонь криєс, що є відсилом до культу Перуна.

## Події

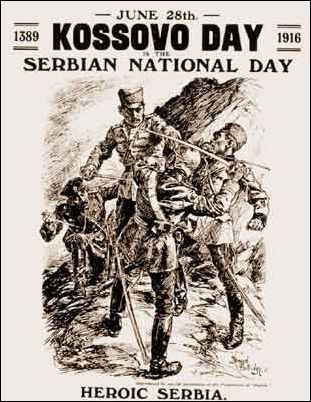
Британський плакат часів Першої світової війни, випущений на знак солідарності та дружби з сербськими союзниками під час Сербської кампанії

15 (28) червня визнано днем, що має особливе значення для сербів, так само, як і ряд подій, що трапилися в це свято.
- 1389 — армія Османської імперії перемогла сербську[13][14][15][16][17] в ході битви на Косовому полі. В ході битви загинули правителі обох воюючих сторін — князь Лазар та османський султан Мурад I. Косовський міф відіграв важливу роль у формуванні сербської ідентичності.[18]
- 1876 — Сербія оголосила війну Османській імперії.
- 1914 — замах на австро-угорського кронпринца Франца Фердинанда, здійснений Гаврилом Принципом, який призвів до початку Першої світової війни. Імператор відвідав Сараєво у цей день за випадковим збігом обставин, проте цей замах набув націоналістичного забарвлення.[19]
- 1916 — Радомир Вешович[en] та інші знані офіцери Чорногорії запланували повстання проти окупаційної армії Австро-Угорщини.[20]
- 1919 — підписано Версальський договір, який завершив Першу світову війну.[21]
- 1921 — сербський король Олександр I Карагеоргієвич проголосив Конституцію Королівства Сербів, Хорватів і Словенців, відому також під назвою Відовданська конституція.[22]
- 1948 — Комінформ за ініціативою радянських делегатів Андрія Жданова, Георгія Маленкова та Михайла Суслова у резолюції стосовно Комуністичної партії Югославії[23] засудили югославських комуністичних діячів — це означало остаточний розрив стосунків між СРСР та соціалістичною Югославією. Ця дата була обрана радянським керівництвом саме тому, що вона є важливою річницею.[24]
- 1989 — сербський лідер Слободан Милошевич на 600-ту річницю битви на Косовому полі зачитав промову[en], присвячену цій історичній події.[25]
- 2001 — Слободан Милошевич постав перед Міжнародним трибуналом щодо колишньої Югославії.[26]
- 2006 — Чорногорія стала 192-м членом ООН.[27]
- 2008 — відбулася інаугураційна зустріч Сербської Скупщини Косова і Метохії[en].[28]
- 2018 — повторне відкриття Національного музею Сербії в Белграді після 15 років реновації.[29]